# Бернацький Віктор Костянтинович
Ві́ктор Костянти́нович Берна́цький (6 (18) грудня 1882, місто Каттакурган Самаркандської області, нині Узбекистан — після 1939) — український фізик.

## Біографія
Віктор Костянтинович Бернацький народився 6 грудня (18 грудня за новим стилем) 1882 року в місті Катта-Курган Самаркандської області (нині Узбекистан) під час мандрівок у зв'язку зі службовими обов'язками батька — поштового урядовця.
Через три роки Бернацькі переїхали до Києва. Тут Віктор закінчив гімназію.
1908 року Бернадський закінчив із дипломом першого ступеня математичний відділ фізико-математичного факультету Київського університету.
Від 1909 року працював у середніх навчальних закладах Кам'янця-Подільського. Викладав математику та фізику в технічній школі. Паралельно викладав фізику в комерційній школі, а від 1912 року — в жіночій гімназії Славутинської.
У 1915—1918 роках, під час Першої світової війни, Бернацький перебував на фронті. Після демобілізації з російської армії повернувся до педагогічної праці в Кам'янці-Подільському.
Від 30 листопада 1919 року Бернацький працював старшим асистентом кафедри фізики фізико-математичного факультету Кам'янець-Подільського державного українського університету. 1920 року читав в університеті додатковий курс фізики. Після реорганізації університету перейшов читати фізику в інститут народної освіти.
1919, 1920, 1921 року завідував українською гімназією для дорослих, а потім школою для дорослих. Кілька років працював у сільськогосподарському інституті.
У Кам'янці-Подільському з ініціативи професора Бернацького, студентів інституту народної освіти Вознесенського, Макаревича було створено гурток любителів радіо. Внаслідок проведеної гуртківцями тривалої підготовчої роботи 8 вересня 1925 року численна аудиторія слухала радіоконцерт.
Від 1927 року Бернацький — професор другої групи, від 1929 року — проректор Кам'янець-Подільського інституту народної освіти. Після реорганізації 1930 року інституту народної освіти в інститут соціального виховання працював у ньому професором фізики.
1933 року Бернацький виїхав до Києва. 11 червня 1938 р. Віктора Костянтиновича Бернацького було заарештовано за «активну участь в українській націоналістичній організації та проведення шкідницької роботи». 5 жовтня 1939 р. його ув'язнили у виправно-трудовий табір терміном на п'ять років. Подальша доля невідома.